# Privatpressung
Eine Privatpressung ist ein Tonträger, meistens eine Schallplatte oder Compact Disc, der vom Produzenten im Eigenauftrag hergestellt wurde.
Der Produzent kann entweder der Künstler oder die beteiligte Gruppe selbst, eine nicht im Musikbetrieb tätige Firma, oder eine sonstige Privatperson sein. Hergestellt werden Privatpressungen meist zu Dokumentations- oder Werbezwecken.
Da die Auflagen von Privatpressungen relativ klein sind (selten über 1000 Exemplare), die Covers meistens eine sehr eigenständige Gestaltung aufweisen und die Tonträger nicht über kommerzielle Kanäle verbreitet werden oder wurden und daher schwer zu beschaffen sind, haben sie unter Sammlern oft den Status einer Rarität.
Von Privatpressungen abzugrenzen sind Raubpressungen, siehe Bootlegs.